# Frederico V da Suábia
Frederico V (Pavia, 16 de julho de 1164 — 1170) foi duque da Suábia de 1167 até sua morte.

## Biografia
Era o filho primogênito e herdeiro de Frederico Barbarossa, imperador do Sacro Império Romano-Germânico, Beatriz, condessa da Borgonha.
Em 1164, como parte de um tratado de aliança entre seu pai e o rei Henrique II da Inglaterra, foi acertado seu casamento com Leonor, a filha do último, mas o acordo foi desfeito, porém, cerca de três anos depois, quando o imperador se aliou ao rei da França.
Foi investido duque da Suábia em sucessão ao primo, seu homônimo, que morreu sem deixar descendência. Frederico, todavia, também logo veio a falecer. Foi sucedido por seu irmão, Constantino, o qual adotou o nome do irmão falecido.